# حمله به بازار ایذه
اعتراضات در شهر ایذه حمله‌ای مسلحانه در شهر ایذه بود که ۲۵ آبان و در جریان خیزش ۱۴۰۱ ایران اتفاق افتاد. در این درگیری‌ها تعدادی از معترضان و نیروهای امنیتی کشته و زخمی شدند. دو کودک—کیان پیرفلک و سپهر مقصودی—در این حادثه کشته شدند. حکومت ایران این رخداد را تروریستی اعلام کرد و ادعا کرد که به دست داعش انجام شده‌است، اما بعداً تکذیب شد.

## پیش‌زمینه
در سومین سالگرد آبان خونین ۱۳۹۸، اعتراضات و اعتصابات گسترده سه روزه در سراسر ایران و در امتداد خیزش ۱۴۰۱ ایران برگزار شد. این اعتراضات بر پایه فراخوان‌های منتشر شده از سوی گروه‌های مختلف بود که به شکل‌های مختلف از سوی شهروندان ایران در شبکه‌های اجتماعی یا به شکل فردی و دستی تبلیغ می‌شد.
وضعیت شهر ایذه مثل بسیاری دیگر از شهرهای ایران در ۲۵ آبان متشنج بود و معترضان یک حوزه علمیه را در این شهر به آتش کشیدند.

## تیراندازی
عصر روز چهارشنبه، ۲۵ آبان ۱۴۰۱، در دومین روز از سومین سالگرد آبان خونین، به روایت شاهدان عینی و گزارش‌های شهروندان، مردم معترض در شهر ایذه به خیابان آمده بودند که مأموران امنیتی به سوی مردم در خیابان تیراندازی کردند. بر پایه روایت رسمی جمهوری اسلامی سرنشینان دو موتورسیکلت که مسلح بودند ساعت ۱۷:۳۰ دقیقه حوالی بازار ایذه مردم را به رگبار بستند.

## عامل
در فاصله کوتاهی پس از این حادثه، رسانه‌های حکومتی ایران در اقدامی هماهنگ، ادعای «حمله تروریستی» به مردم، بسیج و نیروی انتظامی را مطرح کردند و کشته‌شدگان این واقعه را شهید نامیدند. روایت شاهدان عینی از واقعه ایذه با روایت مقام‌ها و رسانه‌های حکومتی تفاوت‌های ملموسی دارد؛ هم‌زمان با موج تبلیغات رسانه‌ای جمهوری اسلامی و تلاش آنان برای تروریستی خواندن این حادثه، بسیاری از کاربران در رسانه‌های اجتماعی هشتگ «کار خودشان است» را فراگیر کردند.
رسانه‌های وابسته و نزدیک به حکومت ایران، در روز حادثه خبر دادند که داعش مسئولیت این حادثه را پذیرفته‌است؛ اما روز بعد، مشخص شد که این قبول مسئولیت، جعلی بوده و بیانیهٔ قبول مسئولیت داعش در حساب‌های اصلیِ منتسب به این گروه، منتشر نشده و حساب، جعلی بوده‌است. بعد از آن ۱۱ نفر دستگیر شدند.
به گفته برخی منابع این حمله مسلحانه از سوی خود نیروهای جمهوری اسلامی انجام شده‌است. امیرحسین اعتمادی، فعال سیاسی، به نقل از منابع موثق در ایذه در توییتی اعلام کرد که این حمله از سوی نیروهای حکومتی بوده و آنها «با گلوله‌های جنگی و در مقیاس بالا به سمت مردم تیراندازی کردند.» زینب مولایی، مادر کیان پیرفلک، در مراسم خاکسپاری او روایت مقام‌های جمهوری اسلامی از کشتار در ایذه را زیر سؤال برد و آنها را به دروغگویی متهم کرد و گفت «خود لباس‌شخصی‌ها» خودروی آن‌ها را در زمان عبور از خیابان «به رگبار بستند.»

## کشته‌شدگان
گزارش‌های اولیه حاکی از آن بود که حمله در ایذه چهار کشته بر جای گذاشته‌است، اما خبرگزاری دانشجویان ایران، ایسنا، ساعاتی بعد نوشت یکی از مجروحان این حادثه که به دلیل وخامت حال به بیمارستان اهواز منتقل شده بود، جان خود را از دست داده‌است. بامداد پنج‌شنبه ۲۶ آبان نیز خبرگزاری تسنیم از کشته شدن یکی دیگر از مجروحان حادثه خبر داد و به این ترتیب شمار قربانیان این حمله به ۶ نفر رسید. صادق جعفری‌چگنی از خبرگزاری تسنیم در ۲۹ آذر تعداد کشته‌شدگان را هفت نفر اعلام کرد.
به گفته ولی‌الله حیاتی، معاون انتظامی امنیتی استانداری خوزستان، یکی از کشته‌شدگان دختربچه‌ای ۹ ساله بود و همچنین دو نفر از نیروهای بسیج و دو نفر از نیروهای فرماندهی انتظامی جمهوری اسلامی ایران نیز مجروح شدند. همچنین رضا شریعتی ۲۱ ساله، کیان نیک‌پور ۹ ساله، اشرف نیک‌پور ۴۵ ساله و دو مرد مجهول‌الهویه به عنوان کشته‌شدگان تیراندازی در ایذه معرفی شدند.
بر اساس گزارش‌ها و تصاویری که به‌طور گسترده در شبکه‌های اجتماعی منتشر شد، یک کودک ۹ ساله به نام کیان پیرفلک و یک نوجوان چهارده ساله به نام سپهر مقصودی به ضرب گلوله نیروهای حکومتی در ایذه کشته شده‌است.

## واکنش‌ها
محمد باقر قالیباف، رئیس مجلس در پیامی تیراندازی در بازار و آتش کشیدن حوزه علمیه را «حادثه تروریستی» معرفی کرد و «از مأموران امنیتی و انتظامی خواست نسبت به شناسایی آمران و عاملان این حادثه اقدام کنند.»